# Gobius ateriformis
Gobius ateriformis — вид риб з родини бичкових (Gobiidae). Морська тропічна демерсальна риба, що сягає 6,8 см довжиною.

## Ареал
Відзначається виключно біля берегів Кабо-Верде у східній Атлантиці.

## Біологія та екологія
Зустрічається на глибинах до 11 м, а також у ефімерних водоймах на припливно-відпливній зоні. Живе як на піщаних ділянках, так і на каміннях і скелях.